# Regin (компания)
Regin («Регин») — шведская компания, производящая оборудование и системы автоматизации зданий. Имеет представительства почти в сорока странах мира. Главный офис располагается в Коллеред (Гётеборг), а проектно-исследовательские центры — в Варберге и Ландскруне. В Ландскруне находятся отдел сбыта, подразделение технической поддержки и учебный центр — академия Regin. Главные склады, отдел логистики и завод по производству клапанов размещаются в Осби.

## История
1947 г. — основание компании Regin и запуск в производство первого продукта — гигростата.

Начало семидесятых — первые контроллеры Regin для управления электрическим отоплением.

Середина восьмидесятых — новая модульная система контроллеров.

Начало нового века — первые контроллеры с полной поддержкой доступа через Интернет.

2006 г — Regio. Новая концепция зонального регулирования микроклимата. Награда IF Award 2007 за выдающийся дизайн.

2007 г. — Optigo. Универсальный контроллер для выполнения всех важнейших функций регулирования.

2008 г. — Corrigo Web. Контроллер с интегрированным веб-браузером.

2008 г. — Regin запускает в производство серию энергосберегающих клапанов с нулевой утечкой.

## Профессиональные партнеры

### Интеграторы
Regin не выполняет монтаж оборудования и систем. Вместо этого предлагает разветвленную сеть сертифицированных интеграторов, отвечающих за разработку проекта, а также монтаж, ввод в эксплуатацию и техническое обслуживание системы. Эти интеграторы проходят обучение и сертификацию в академии Regin. Заказчик может самостоятельно выбрать интегратора, с которым будет работать:
 все они конкурируют между собой на равных условиях.
Интеграторы, обладающие золотым сертификатом Regin
•  Работают со всеми продуктами и системами Regin.

•  Прошли обучение на всех курсах и имеют золотой сертификат интегратора.

•  Имеют доступ на образцовые объекты (в учебных целях).

•  Могут получать расширенную техническую поддержку со стороны Regin.
Сертифицированные интеграторы Regin
•  Работают главным образом с системными продуктами Regin.

•  Прошли обучение на курсах по системам Regin и имеют сертификат интегратора.

•  После прохождения учебных курсов могут получить золотой сертификат интегратора.

### Дистрибьюторы
Системы и продукты компании имеются на складах дистрибьюторов почти в сорока странах по всему миру. Дистрибьюторы должны обеспечить их предложение на местном уровне консультантам, инженерам по монтажу, эксплуатационным компаниям и компаниям, занимающимся интеграцией и системными решениями.
Сертифицированные дистрибьюторы продукции Regin
•  Представляют весь ассортимент изделий Regin, включая системы.

•  Хорошо осведомлены об истории компании Regin и её корпоративных ценностях.

•  Имеют необходимые ресурсы для предоставления высококачественной поддержки на локальном уровне.

•  Кооперируются с системными интеграторами.
Дистрибьюторы продукции Regin
•  Представляют базовый ассортимент изделий Regin (исключая системы и системные продукты).

•  Хорошо знакомы с продукцией и историей компании Regin.

•  Могут получить статус сертифицированных дистрибьюторов продукции Regin после обучения в академии Regin.